# Chlorosterrha
Chlorosterrha là một chi bướm đêm thuộc họ Geometridae.